# Parlamentní volby v Československu 1992

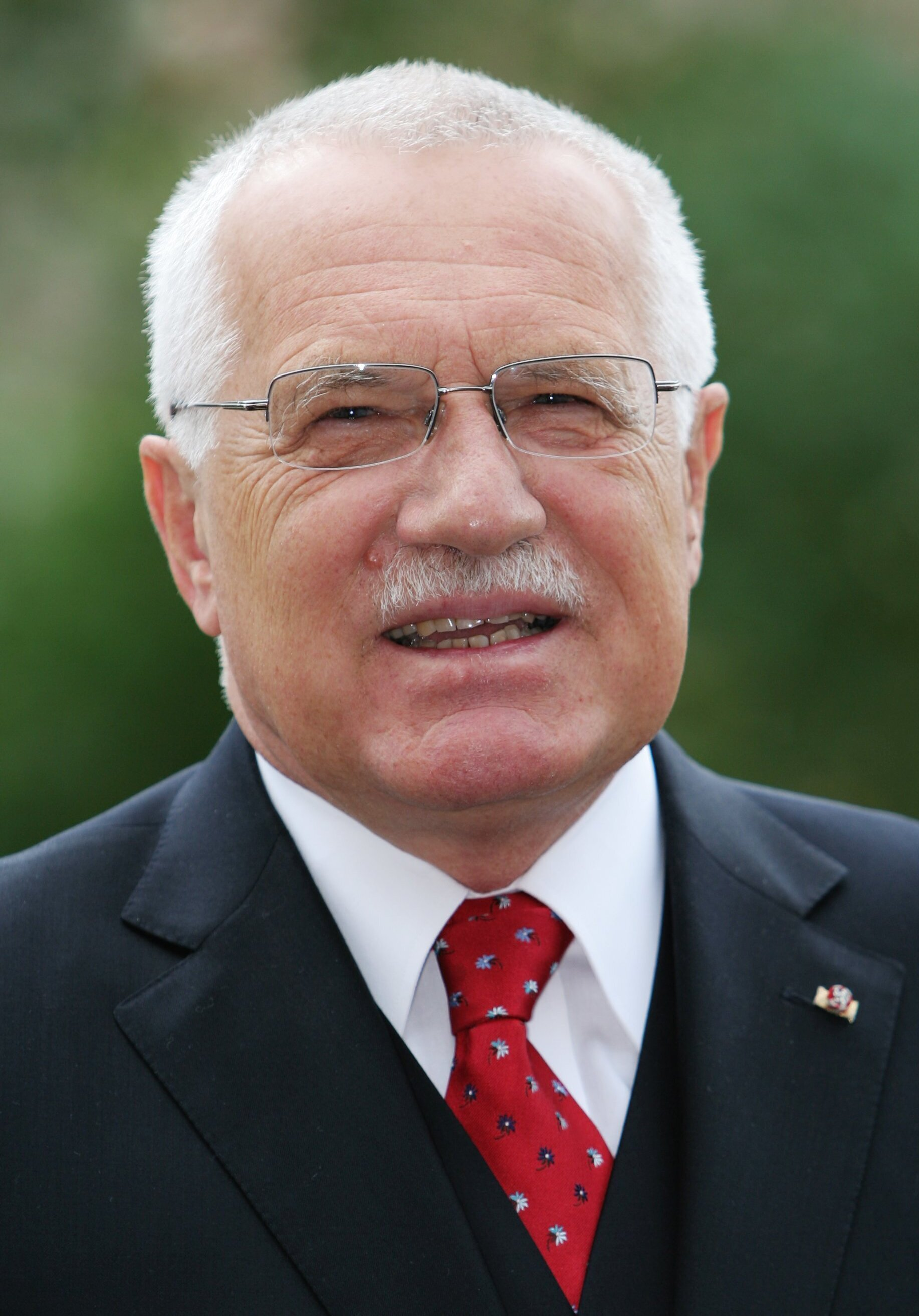
Václav Klaus

Parlamentní volby v Československu 1992 proběhly  5.-6. června 1992 a byly to druhé svobodné volby po pádu komunismu a poslední parlamentní volby v Československu před jeho zánikem. V České republice zvítězila Občanská demokratická strana v koalici s Křesťanskodemokratickou stranou, na Slovensku Hnutí za demokratické Slovensko. Volilo se do několika zákonodárných orgánů naráz; zároveň tak proběhly:
- Volby do Sněmovny lidu Federálního shromáždění 1992
- Volby do Sněmovny národů Federálního shromáždění 1992
- Volby do České národní rady 1992 (jen v Česku)
- Volby do Slovenské národní rady 1992 (jen na Slovensku)